# Lymantria harimuda
Lymantria harimuda är en fjärilsart som beskrevs av Walter Karl Johann Roepke 1937. Lymantria harimuda ingår i släktet Lymantria och familjen tofsspinnare. Inga underarter finns listade i Catalogue of Life.